# Синдром Бюллербю

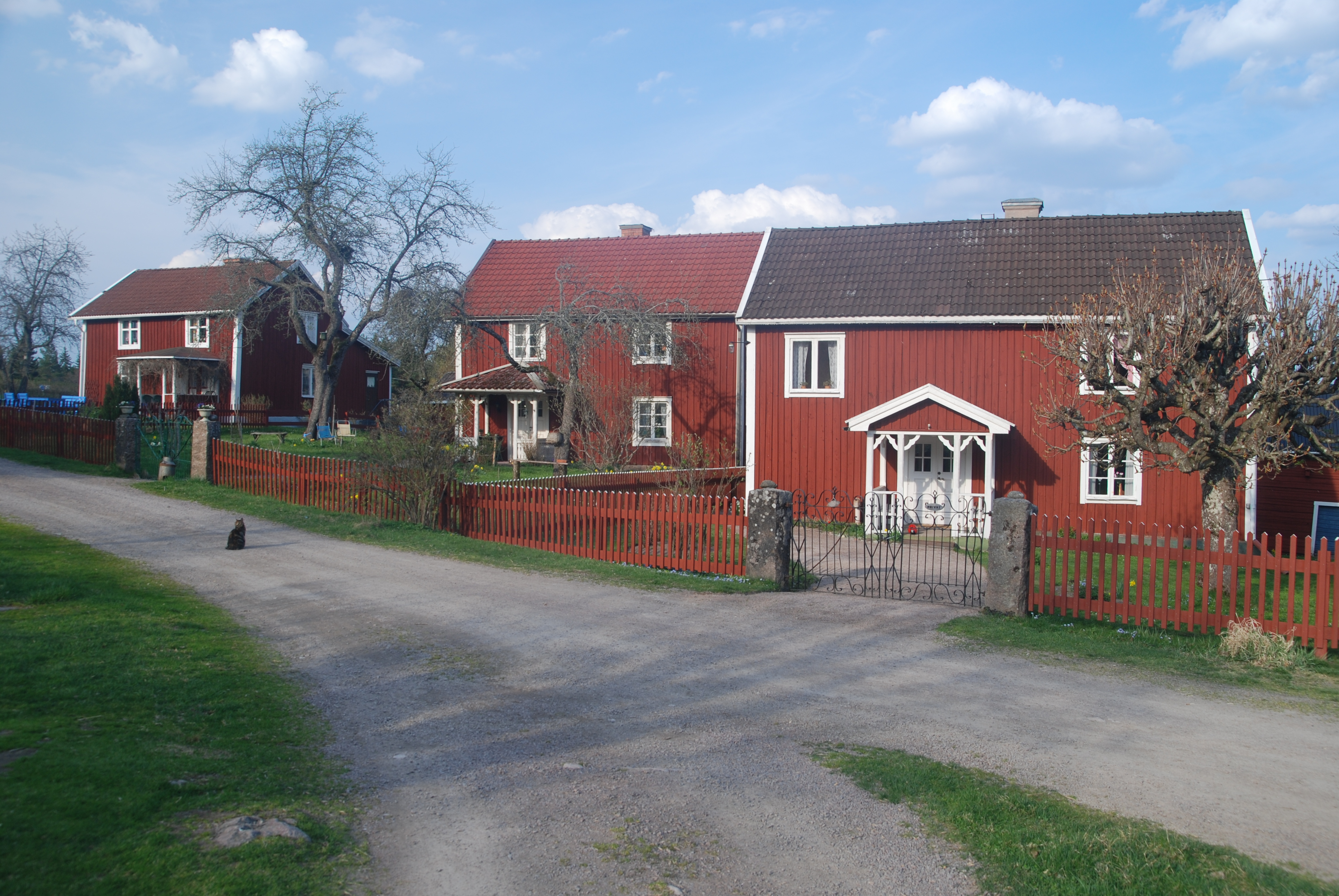
Будинки в Севедсторпі, недалеко від Віммербю, Лен Кальмар, Швеція, модель і місце зйомок Бюллербю.

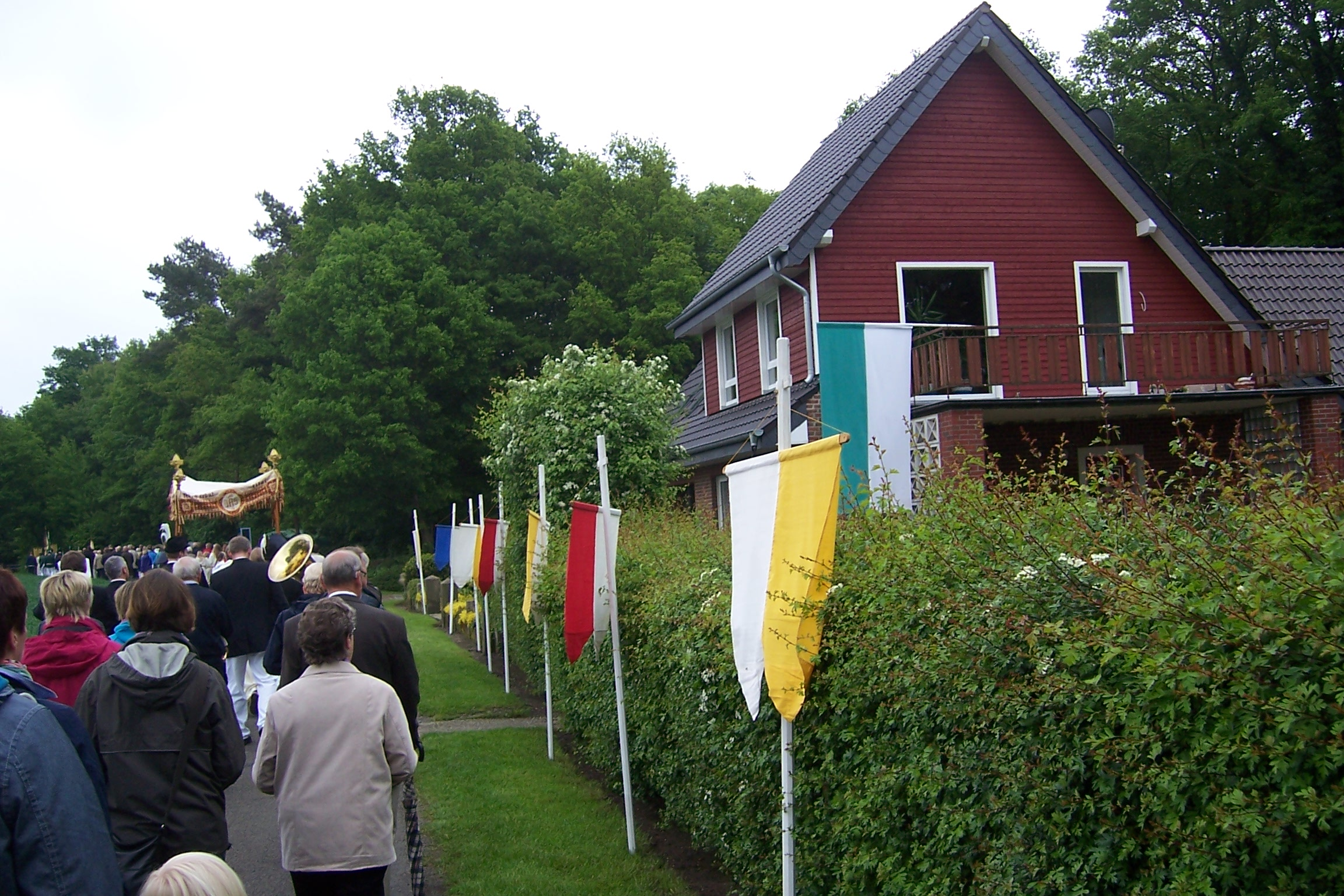
Schwedenhaus (Шведський дім), будинок з типовим шведським видом у червоному фалунську в Охтрупе, Північному Рейні-Вестфалії, Німеччина.

Синдром Бюллербю (нім. Bullerbü-Syndrom, швед. Bullerbysyndromet) — ідеалізація Швеції в німецькомовних країнах. Він включає стереотипне сприйняття Швеції виключно з позитивними асоціаціями. Прикладами таких наївно-романтичних уявлень можуть бути: дерев'яні будинки, чисті озера, зелені ліси, лосі, світле волосся, щасливі люди, свято Мідсоммар.
Термін виник із назви серії дитячих книг «Ми всі з Бюллербю» (швед. Alla vi barn i Bullerbyn) шведської письменниці Астрід Ліндґрен, де відображається романтична ідилія природи та суспільства в маленькому шведському селі Бюллербю (зі швед. — «шумне село»).
У 2007 році директор Інституту імені Гете в Стокгольмі Бертольд Франке (Berthold Franke) сприяв поширенню терміну, опублікувавши високо оцінену статтю про цей феномен у шведській щоденній газеті Svenska Dagbladet. 
Згідно з його інтерпретацією, синдром Бюллербю — це скоріше не любов німців до Швеції, а більше їхнє бажання найкращої Німеччини. Швеція представляє у своїй образ здорового нашого суспільства та незайманої людиною природы.
У лютому 2008 року Шведська мовна рада офіційно внесла шведський еквівалент терміна, Bullerbysyndromet, до словника мови, і термін став «словом місяця».
Приклади синдрому Бюллербю, які також наводить Франк, можна знайти у творах німецької сценаристки та письменниці Крістіане Садло, відомої під псевдонімом Inga Lindström. З 2004 року понад 40 її творів було з великим успіхом екранізовано для німецької телекомпанії ZDF. Фільми знімалися у Швеції, але їх зміст не пов'язаний із реальним шведським життям.